# Reality (album, David Bowie)
Reality je 23. studiové album britského zpěváka Davida Bowoieho. Jeho nahrávání probíhalo ve studiu The Looking Glass Studios v New Yorku a vyšlo v září 2003 u vydavatelství Iso Records a Columbia Records. Album produkoval Tony Visconti spolu s Bowiem a jde o jeho poslední studiové album až do roku 2013, kdy vyšlo The Next Day

## Seznam skladeb
| Pořadí         | Název                    | Autor            | Délka |
| -------------- | ------------------------ | ---------------- | ----- |
| 1.             | New Killer Star          | David Bowie      | 4:40  |
| 2.             | Pablo Picasso            | Jonathan Richman | 4:06  |
| 3.             | Never Get Old            | David Bowie      | 4:25  |
| 4.             | The Loneliest Guy        | David Bowie      | 4:11  |
| 5.             | Looking for Water        | David Bowie      | 3:28  |
| 6.             | She'll Drive the Big Car | David Bowie      | 4:35  |
| 7.             | Days                     | David Bowie      | 3:19  |
| 8.             | Fall Dog Bombs the Moon  | David Bowie      | 4:04  |
| 9.             | Try Some, Buy Some       | George Harrison  | 4:24  |
| 10.            | Reality                  | David Bowie      | 4:23  |
| 11.            | Bring Me the Disco King  | David Bowie      | 7:45  |
| Celková délka: | Celková délka:           | Celková délka:   | 49:25 |

## Obsazení
- David Bowie – zpěv, kytara, klávesy, perkuse, saxofon, stylofon, syntezátor
- Sterling Campbell – bicí
- Matt Chamberlain – bicí
- Gerry Leonard – kytara
- Earl Slick – kytara
- Mark Plati – baskytara, kytara
- Mike Garson – klavír
- David Torn – kytara
- Gail Ann Dorsey – doprovodný zpěv
- Catherine Russell – doprovodný zpěv
- Matt Chamberlain – bicí
- Tony Visconti – baskytara, kytara, klávesy, zpěv
- Mario J. McNulty – bicí, perkuse
- Carlos Alomar – kytara